# Wasserkraftwerk Felsenwehr
Das Wasserkraftwerk Felsenwehr (auch Illerkraftwerk Felsenwehr) ist ein Laufwasserkraftwerk im Kemptener Ortsteil Kottern. Es wird mit der Wasserkraft der Iller angetrieben, in der das Werk auch steht.

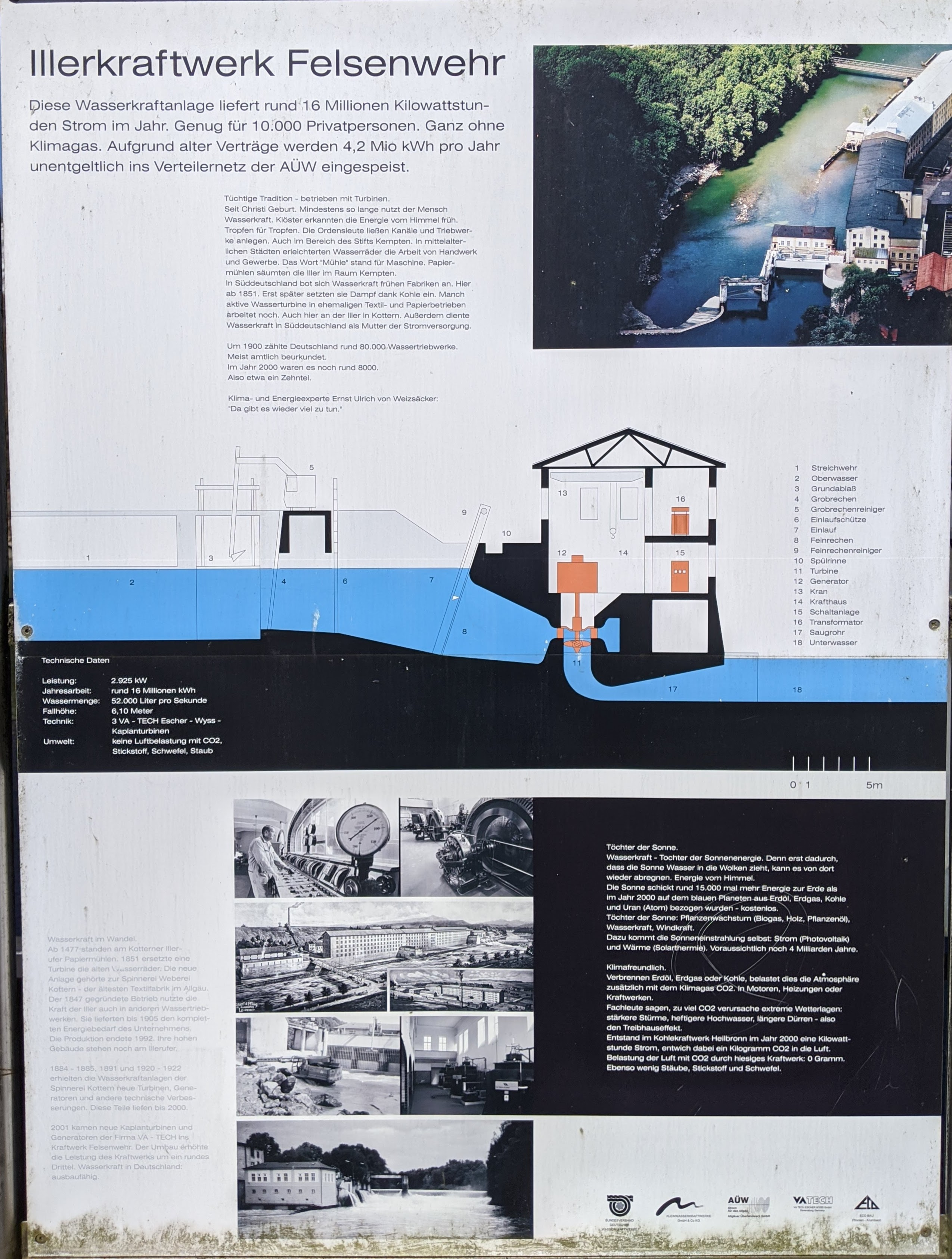
Öffentliche Informationstafel zum "Illerkraftwerk Felsenwehr"

Das Kleinwasserkraftwerk ist im Jahr 1851 anstelle von Wasserrädern errichtet worden. 1884–1885, 1891 und 1920–1922 erhielt das Kraftwerk, welches der Kottern Textil AG diente, neue Turbinen. Die Produktion von Elektrizität endete vorerst im Jahr 2000. Nach wichtigen technischen Baumaßnahmen wurden im Jahr 2001 drei neue Kaplanturbinen eingerichtet. Das Wasser hat hierbei eine Fallhöhe von 6,1 Meter und wird im optimalen Fall von bis zu 52.000 Liter Wasser pro Sekunde durchströmt. Der Umbau erhöhte die Produktivität um ein Drittel. Ein Teil der gewonnenen elektrischen Energie wird entgeltfrei in das Netz des Allgäuer Überlandwerks eingespeist.
Auf gleicher Höhe befindet sich das Geotop Illerdurchbruch bei Oberkottern.